# Olympische Winterspiele 1932/Teilnehmer (Deutsches Reich)
| Gelbes Symbol für Goldmedaillen mit stilisierten Olympischen Ringen | Graues Symbol für Silbermedaillen mit stilisierten Olympischen Ringen | Braundes Symbol für Bronzemedaillen mit stilisierten Olympischen Ringen |
| ------------------------------------------------------------------- | --------------------------------------------------------------------- | ----------------------------------------------------------------------- |
| —                                                                   | —                                                                     | 2                                                                       |

Das Deutsche Reich nahm an den III. Olympischen Winterspielen 1932 in Lake Placid mit einer Delegation von 20 Athleten teil. Dabei konnten die Athleten 2 Bronzemedaillen erringen.

## Medaillen

### Medaillenspiegel
| Rang   | Sportart  | Gold | Silber | Bronze | Gesamt |
| ------ | --------- | ---- | ------ | ------ | ------ |
| 1      | Bob       | —    | —      | 1      | 1      |
| 1      | Eishockey | —    | —      | 1      | 1      |
| Gesamt | Gesamt    | —    | —      | 2      | 2      |

### Medaillengewinner
| Name/n | Sportart  | Wettkampf     |
| --- | --------- | ------------- |
| Bronze |           |               |
| Hanns Kilian Max Ludwig Hans Mehlhorn Sebastian Huber                                                                                           | Bob       | Viererbob     |
| Rudi Ball Alfred Heinrich Erich Herker Gustav Jaenecke Werner Korff Walter Leinweber Erich Römer Martin Schröttle Marquard Slevogt Georg Strobl | Eishockey | Männerturnier |

## Teilnehmer nach Sportarten

### Bobsport
| Athleten                                                               | Wettbewerb | Lauf 1      | Lauf 1 | Lauf 2      | Lauf 2 | Lauf 3      | Lauf 3 | Lauf 4      | Lauf 4 | Gesamt      | Gesamt |
| Athleten                                                               | Wettbewerb | Zeit        | Rang   | Zeit        | Rang   | Zeit        | Rang   | Zeit        | Rang   | Zeit        | Rang   |
| ---------------------------------------------------------------------- | ---------- | ----------- | ------ | ----------- | ------ | ----------- | ------ | ----------- | ------ | ----------- | ------ |
| Männer                                                                 |            |             |        |             |        |             |        |             |        |             |        |
| Hanns Kilian Sebastian Huber                                           | Zweierbob  | 2:15,27 min | 5      | 2:11,08 min | 6      | 2:05,82 min | 4      | 2:03,19 min | 5      | 8:35,36 min | 5      |
| Werner Huth Max Ludwig                                                 | Zweierbob  | 2:11,53 min | 2      | 2:11,58 min | 7      | 2:11,32 min | 9      | 2:10,62 min | 10     | 8:45,05 min | 7      |
| Hanns Kilian Max Ludwig Hans Mehlhorn Sebastian Huber                  | Viererbob  | 2:03,11 min | 3      | 2:01,34 min | 3      | 1:58,19 min | 2      | 1:57,40 min | 3      | 8:00,04 min | Bronze |
| Walther von Mumm Hasso von Bismarck Gerhard von Hessert Georg Gyssling | Viererbob  | 2:11,59 min | 7      | 2:11,72 min | 6      | 2:07,89 min | 6      | 2:04,25 min | 7      | 8:35,4 min  | 7      |

### Eishockey
| Wettbewerb  | Männer |
| ----------- | --- |
| Spieler     | Rudi Ball Alfred Heinrich Erich Herker Gustav Jaenecke Werner Korff Walter Leinweber Erich Römer Martin Schröttle Marquard Slevogt Georg Strobl |
| Spiele      | Polen 2:1 (0:0, 1:1, 1:0) Kanada 1:4 (0:2, 0:2, 1:0) Vereinigte Staaten 0:8 (0:2, 0:2, 0:4)                                                     |
| Platzierung | Bronze |

### Eiskunstlauf
| Athleten    | Wettbewerbe | Kurzprogramm | Kür  | Gesamt | Gesamt |
| Athleten    | Wettbewerbe | Rang         | Rang | Punkte | Rang   |
| ----------- | ----------- | ------------ | ---- | ------ | ------ |
| Männer      |             |              |      |        |        |
| Ernst Baier | Einzel      | 6            | 5    | 2334.8 | 5      |